# Mistrzostwa Polski Kobiet Rugby 7 (2018/2019)
Mistrzostwa Polski Kobiet Rugby 7 (2018/2019) – rozgrywki drużyn rugby 7, mające na celu wyłonienie najlepszej kobiecej drużyny w Polsce w sezonie 2018/2019. Mistrzyniami Polski zostały Biało-Zielone Ladies Gdańsk, które zdobyły tytuł po raz dziewiąty z kolei. Srebrny medal wywalczyły Black Roses Posnania Poznań, a brązowy rugbystki Juvenii Kraków. Za najlepszą zawodniczkę sezonu uznano Karolinę Jaszczyszyn z mistrzowskiej drużyny. Rugbystki z Gdańska zdominowały mistrzostwa – sukces zapewniły sobie przed ostatnim turniejem, a przez cały sezon nikt nie był w stanie im zagrozić.

## System rozgrywek
Mistrzostwa zostały zorganizowane w formie serii ośmiu jednodniowych turniejów (czterech jesienią 2018 i czterech wiosną 2019), a o mistrzostwie zadecydowała łączna liczba punktów przyznawanych w poszczególnych turniejach na podstawie klasyfikacji uczestniczących w nich drużyn. 
Drużyny uczestniczące w mistrzostwach podzielone były na ligi: Ekstraligę, I ligę i w razie konieczności II ligę. Ligi liczyły po cztery zespoły z wyjątkiem najniższej, która liczyła od dwóch do pięciu zespołów (stosownie do liczby drużyn zgłoszonych do turnieju). W poszczególnych turniejach uczestniczyły zespoły wszystkich lig, natomiast rozgrywały one spotkania tylko w ramach swojej ligi. W pierwszej fazie turnieju drużyny z danej ligi rozgrywały ze sobą mecze w systemie "każdy z każdym". Za zwycięstwo w meczu drużyna otrzymywała 3 punkty, za remis 2 punkty, a za porażkę 1 punkt. W przypadku równej liczby punktów turniejowych o kolejności w tabeli ligi decydowały kolejno: bilans punktów meczowych, większa liczba zdobytych punktów meczowych, wyższa lokata w poprzednim turnieju. W drugiej fazie rozgrywane były mecze decydujące o końcowej klasyfikacji: pierwsza drużyna z poprzedniej fazy gra z drugą o pierwsze miejsce, trzecia z czwartą o trzecie miejsce itd. Drużyny, które zajmowały ostatnie miejsce w danym turnieju w ekstralidze lub I lidze spadały poziom niżej, natomiast drużyny z pierwszego miejsca I i II ligi awansowały poziom wyżej. Spadki i awanse następowały po każdym turnieju. W przypadku nieprzystąpienia zespołu do turnieju, zostawał on automatycznie zdegradowany o poziom niżej. 
W klasyfikacji turnieju drużyny z Ekstraligi zajmowały miejsca od pierwszego do czwartego, drużyny z pozostałych lig – kolejne od piątego. Drużyna, która zajęła pierwsze miejsce otrzymywała liczbę punktów do klasyfikacji ogólnej odpowiadającą liczbie uczestników turnieju, a każda kolejna o jeden punkt mniej od wyżej sklasyfikowanej. W przypadku równej liczby punktów na koniec sezonu o wyższym miejscu w końcowej klasyfikacji decydowała większa liczba turniejów, w których drużyna brała udział, a następnie wyższe miejsce w ostatnim turnieju.

## Przebieg rozgrywek

### Pierwszy turniej
Pierwszy turniej mistrzostw rozegrano 15 września 2018 w Gietrzwałdzie. Wzięło w nim udział 9 drużyn. Zwycięzcą została drużyna Biało-Zielone Ladies Gdańsk. Za najlepszą zawodniczkę turnieju uznano reprezentantkę Biało-Zielonych Natalię Pamiętę.
Wyniki spotkań w fazie grupowej:
- Rugby Gietrzwałd – Tygrysice Orkan Sochaczew 26:12
- AZS AWF Warszawa – Diablice Ruda Śląska 12:12
- Biało-Zielone Ladies Gdańsk – Legia Warszawa 33:0
- Miedziowe Lubin – Rugby Gietrzwałd 14:5
- Black Roses Posnania Poznań – Juvenia Kraków 35:7
- AZS AWF Warszawa – Tygrysice Orkan Sochaczew 43:0
- Diablice Ruda Śląska – Miedziowe Lubin 0:17
- Legia Warszawa – Juvenia Kraków 10:5
- AZS AWF Warszawa – Rugby Gietrzwałd 12:21
- Biało-Zielone Ladies Gdańsk – Black Roses Posnania Poznań 28:7
- Diablice Ruda Śląska – Tygrysice Orkan Sochaczew 47:0
- Miedziowe Lubin – AZS AWF Warszawa 7:19
- Biało-Zielone Ladies Gdańsk – Juvenia Kraków 35:0
- Diablice Ruda Śląska – Rugby Gietrzwałd 24:0
- Miedziowe Lubin – Tygrysice Orkan Sochaczew 51:0
- Black Roses Posnania Poznań – Legia Warszawa 38:0

Wyniki spotkań w fazie finałowej:
- o trzecie miejsce: Legia Warszawa – Juvenia Kraków 7:12
- o pierwsze miejsce: Biało-Zielone Ladies Gdańsk – Black Roses Posnania Poznań 28:14

Końcowa klasyfikacja turnieju:
| Pozycja    | Drużyna                     | Liczba punktów do klasyfikacji | Awans/spadek |
| Ekstraliga | Ekstraliga                  | Ekstraliga                     | Ekstraliga   |
| ---------- | --------------------------- | ------------------------------ | ------------ |
| 1.         | Biało-Zielone Ladies Gdańsk | 9                              |              |
| 2.         | Black Roses Posnania Poznań | 8                              |              |
| 3.         | Juvenia Kraków              | 7                              |              |
| 4.         | Legia Warszawa              | 6                              | spadek       |
| I liga     |                             |                                |              |
| 5.         | Miedziowe Lubin             | 5                              | awans        |
| 6.         | Diablice Ruda Śląska        | 4                              |              |
| 7.         | AZS AWF Warszawa            | 3                              |              |
| 8.         | Rugby Gietrzwałd            | 2                              |              |
| 9.         | Tygrysice Orkan Sochaczew   | 1                              |              |

### Drugi turniej
Drugi turniej mistrzostw rozegrano 22 września 2018 w Gdańsku. Wzięło w nim udział 9 drużyn, w tym jedna drużyna litewska, która nie została objęta klasyfikacją. Zwycięzcą została drużyna Biało-Zielone Ladies Gdańsk. Za najlepszą zawodniczkę turnieju uznano reprezentantkę Biało-Zielonych Karolinę Jaszczyszyn.
Wyniki spotkań w fazie grupowej:
- Rugby Gietrzwałd – Vilniaus Regbio Akademija 24:5
- AZS AWF Warszawa – Diablice Ruda Śląska 26:10
- Biało-Zielone Ladies Gdańsk – Miedziowe Lubin 62:10
- Black Roses Posnania Poznań – Juvenia Kraków 31:7
- Biało-Zielone Ladies Gdańsk – Vilniaus Regbio Akademija 49:7
- AZS AWF Warszawa – Rugby Gietrzwałd 38:7
- Diablice Ruda Śląska – Legia Warszawa 0:10
- Black Roses Posnania Poznań – Miedziowe Lubin 41:0
- AZS AWF Warszawa – Legia Warszawa 24:7
- Biało-Zielone Ladies Gdańsk – Juvenia Kraków 45:12
- Diablice Ruda Śląska – Vilniaus Regbio Akademija 28:26
- Legia Warszawa – Rugby Gietrzwałd 29:0
- Biało-Zielone Ladies Gdańsk – Black Roses Posnania Poznań 36:0
- Polska Barbarians – Vilniaus Regbio Akademija 21:28
- Diablice Ruda Śląska – Rugby Gietrzwałd 26:5
- Miedziowe Lubin – Juvenia Kraków 0:38

Wyniki spotkań w fazie finałowej:
- o siódme miejsce: Diablice Ruda Śląska – Rugby Gietrzwałd 33:0
- o piąte miejsce: AZS AWF Warszawa – Legia Warszawa 12:26
- o trzecie miejsce: Juvenia Kraków – Miedziowe Lubin 36:7
- o pierwsze miejsce: Biało-Zielone Ladies Gdańsk – Black Roses Posnania Poznań 19:5

Końcowa klasyfikacja turnieju:
| Pozycja    | Drużyna                     | Liczba punktów do klasyfikacji | Awans/spadek     |
| Ekstraliga | Ekstraliga                  | Ekstraliga                     | Ekstraliga       |
| ---------- | --------------------------- | ------------------------------ | ---------------- |
| 1.         | Biało-Zielone Ladies Gdańsk | 9                              |                  |
| 2.         | Black Roses Posnania Poznań | 8                              |                  |
| 3.         | Juvenia Kraków              | 7                              |                  |
| 4.         | Miedziowe Lubin             | 6                              | spadek           |
| I liga     |                             |                                |                  |
| 5.         | Legia Warszawa              | 5                              | awans            |
| 6.         | AZS AWF Warszawa            | 4                              |                  |
| 7.         | Diablice Ruda Śląska        | 3                              |                  |
| 8.         | Rugby Gietrzwałd            | 2                              |                  |
| –          | Vilniaus Regbio Akademija   | nieklasyfikowana               | nieklasyfikowana |

### Trzeci turniej
Trzeci turniej mistrzostw rozegrano 6 października 2018 w Warszawie. Wzięło w nim udział 9 drużyn. Zwycięzcą została drużyna Biało-Zielone Ladies Gdańsk. Za najlepszą zawodniczkę turnieju uznano reprezentantkę Biało-Zielonych Annę Klichowską.
Wyniki spotkań w fazie grupowej:
- Rugby Gietrzwałd – Tygrysice Orkan Sochaczew 24:10
- AZS AWF Warszawa – Diablice Ruda Śląska 7:29
- Biało-Zielone Ladies Gdańsk – Legia Warszawa 38:0
- Black Roses Posnania Poznań – Juvenia Kraków 29:5
- Miedziowe Lubin – Tygrysice Orkan Sochaczew 31:7
- AZS AWF Warszawa – Rugby Gietrzwałd 24:14
- Diablice Ruda Śląska – Miedziowe Lubin 21:12
- Black Roses Posnania Poznań – Legia Warszawa 33:0
- Biało-Zielone Ladies Gdańsk – Juvenia Kraków 54:0
- AZS AWF Warszawa – Miedziowe Lubin 32:0
- Diablice Ruda Śląska – Tygrysice Orkan Sochaczew 36:14
- Legia Warszawa – Juvenia Kraków 14:19
- Rugby Gietrzwałd – Miedziowe Lubin 5:32
- Biało-Zielone Ladies Gdańsk – Black Roses Posnania Poznań 52:5
- AZS AWF Warszawa – Tygrysice Orkan Sochaczew 48:0
- Diablice Ruda Śląska – Rugby Gietrzwałd 29:12

Wyniki spotkań w fazie finałowej:
- o siódme miejsce: Rugby Gietrzwałd – Miedziowe Lubin 5:22
- o piątek miejsce: Diablice Ruda Śląska – AZS AWF Warszawa 17:12
- o trzecie miejsce: Juvenia Kraków – Legia Warszawa 17:12
- o pierwsze miejsce: Biało-Zielone Ladies Gdańsk – Black Roses Posnania Poznań 26:7

Końcowa klasyfikacja turnieju:
| Pozycja    | Drużyna                     | Liczba punktów do klasyfikacji | Awans/spadek |
| Ekstraliga | Ekstraliga                  | Ekstraliga                     | Ekstraliga   |
| ---------- | --------------------------- | ------------------------------ | ------------ |
| 1.         | Biało-Zielone Ladies Gdańsk | 9                              |              |
| 2.         | Black Roses Posnania Poznań | 8                              |              |
| 3.         | Juvenia Kraków              | 7                              |              |
| 4.         | Legia Warszawa              | 6                              | spadek       |
| I liga     |                             |                                |              |
| 5.         | Diablice Ruda Śląska        | 5                              | awans        |
| 6.         | AZS AWF Warszawa            | 4                              |              |
| 7.         | Miedziowe Lubin             | 3                              |              |
| 8.         | Rugby Gietrzwałd            | 2                              |              |
| 9.         | Tygrysice Orkan Sochaczew   | 1                              |              |

### Czwarty turniej
Czwarty turniej mistrzostw rozegrano 20 października 2018 w Rudzie Śląskiej. Wzięło w nim udział 8 drużyn. Zwycięzcą została drużyna Biało-Zielone Ladies Gdańsk. Za najlepszą zawodniczkę turnieju uznano reprezentantkę Biało-Zielonych Miśkę Pietrzak.
Wyniki spotkań w fazie grupowej:
- Legia Warszawa – Rugby Gietrzwałd 29:5
- AZS AWF Warszawa – Miedziowe Lubin 42:0
- Biało-Zielone Ladies Gdańsk – Diablice Ruda Śląska 39:0
- Black Roses Posnania Poznań – Juvenia Kraków 31:5
- Legia Warszawa – AZS AWF Warszawa 14:10
- Miedziowe Lubin – Rugby Gietrzwałd 12:24
- Biało-Zielone Ladies Gdańsk – Black Roses Posnania Poznań 22:5
- Juvenia Kraków – Diablice Ruda Śląska 19:17
- Legia Warszawa – Miedziowe Lubin 17:12
- AZS AWF Warszawa – Rugby Gietrzwałd 31:7
- Biało-Zielone Ladies Gdańsk – Juvenia Kraków 38:0
- Black Roses Posnania Poznań – Diablice Ruda Śląska 38:10

Wyniki spotkań w fazie finałowej:
- o siódme miejsce: Miedziowe Lubin – Rugby Gietrzwałd 12:10
- o piątek miejsce: AZS AWF Warszawa – Legia Warszawa 10:5
- o trzecie miejsce: Diablice Ruda Śląska – Juvenia Kraków 0:5
- o pierwsze miejsce: Biało-Zielone Ladies Gdańsk – Black Roses Posnania Poznań 17:0

Końcowa klasyfikacja turnieju:
| Pozycja    | Drużyna                     | Liczba punktów do klasyfikacji | Awans/spadek |
| Ekstraliga | Ekstraliga                  | Ekstraliga                     | Ekstraliga   |
| ---------- | --------------------------- | ------------------------------ | ------------ |
| 1.         | Biało-Zielone Ladies Gdańsk | 8                              |              |
| 2.         | Black Roses Posnania Poznań | 7                              |              |
| 3.         | Juvenia Kraków              | 6                              |              |
| 4.         | Diablice Ruda Śląska        | 5                              | spadek       |
| I liga     |                             |                                |              |
| 5.         | AZS AWF Warszawa            | 4                              | awans        |
| 6.         | Legia Warszawa              | 3                              |              |
| 7.         | Miedziowe Lubin             | 2                              |              |
| 8.         | Rugby Gietrzwałd            | 1                              |              |

### Piąty turniej
Piąty turniej mistrzostw rozegrano 13 kwietnia 2019 w Warszawie. Wzięło w nim udział 12 drużyn. Zwycięzcą została drużyna Biało-Zielone Ladies Gdańsk. Za najlepszą zawodniczkę turnieju uznano reprezentantkę Biało-Zielonych Natalię Pamiętę.
Wyniki spotkań w fazie grupowej:
- AZS AWF Warszawa – Juvenia Kraków 5:35
- Biało-Zielone Ladies Gdańsk – Black Roses Posnania Poznań 19:0
- Diablice Ruda Śląska – Rugby Gietrzwałd 38:5
- Legia Warszawa – Miedziowe Lubin 15:19
- Tygrysice Orkan Sochaczew – Legia II Warszawa 31:0
- Biało-Zielone Ladies II Gdańsk – Łódzkie Rugby Kobiet 48:0
- AZS AWF Warszawa – Black Roses Posnania Poznań 0:52
- Biało-Zielone Ladies Gdańsk – Juvenia Kraków 62:0
- Legia Warszawa – Rugby Gietrzwałd 40:7
- Diablice Ruda Śląska – Miedziowe Lubin 17:7
- Legia II Warszawa – Biało-Zielone Ladies II Gdańsk 0:38
- Tygrysice Orkan Sochaczew – Łódzkie Rugby Kobiet 17:5
- Juvenia Kraków – Black Roses Posnania Poznań 0:46
- Biało-Zielone Ladies Gdańsk – AZS AWF Warszawa 61:0
- Miedziowe Lubin – Rugby Gietrzwałd 17:12
- Diablice Ruda Śląska – Legia Warszawa 19:12
- Legia II Warszawa – Łódzkie Rugby Kobiet 0:19
- Biało-Zielone Ladies II Gdańsk – Tygrysice Orkan Sochaczew 33:5

Wyniki spotkań w fazie finałowej:
- o jedenaste miejsce: Legia II Warszawa – Łódzkie Rugby Kobiet 0:25
- o dziewiąte miejsce: Biało-Zielone Ladies II Gdańsk – Tygrysice Orkan Sochaczew 31:0
- o siódme miejsce: Legia Warszawa – Rugby Gietrzwałd 31:5
- o piąte miejsce: Diablice Ruda Śląska – Miedziowe Lubin 24:12
- o trzecie miejsce: AZS AWF Warszawa – Juvenia Kraków 5:21
- o pierwsze miejsce: Biało-Zielone Ladies Gdańsk – Black Roses Posnania Poznań 31:5

Końcowa klasyfikacja turnieju:
| Pozycja    | Drużyna                                  | Liczba punktów do klasyfikacji | Awans/spadek |
| Ekstraliga | Ekstraliga                               | Ekstraliga                     | Ekstraliga   |
| ---------- | ---------------------------------------- | ------------------------------ | ------------ |
| 1.         | Biało-Zielone Ladies Gdańsk              | 12                             |              |
| 2.         | Black Roses Posnania Poznań              | 11                             |              |
| 3.         | Juvenia Kraków                           | 10                             |              |
| 4.         | AZS AWF Warszawa                         | 9                              | spadek       |
| I liga     |                                          |                                |              |
| 5.         | Diablice Ruda Śląska                     | 8                              | awans        |
| 6.         | Miedziowe Lubin                          | 7                              |              |
| 7.         | Legia Warszawa                           | 6                              |              |
| 8.         | Rugby Gietrzwałd                         | 5                              | spadek       |
| II liga    |                                          |                                |              |
| 9.         | Biało-Zielone Ladies II Gdańsk           | 4                              | awans        |
| 10.        | Tygrysice Orkan Sochaczew                | 3                              |              |
| 11.        | KS Budowlani Łódź – Łódzkie Rugby Kobiet | 2                              |              |
| 12.        | Legia II Warszawa                        | 1                              |              |

### Szósty turniej
Szósty turniej mistrzostw rozegrano 27 kwietnia 2019 w Warszawie. Wzięło w nim udział 10 drużyn. Zwycięzcą została drużyna Biało-Zielone Ladies Gdańsk.
Wyniki spotkań w fazie grupowej:
- Juvenia Kraków – Black Roses Posnania Poznań 5:40
- Biało-Zielone Ladies Gdańsk – Diablice Ruda Śląska 55:0
- Miedziowe Lubin – Legia Warszawa 0:31
- AZS AWF Warszawa – Biało Zielone Ladies II Gdańsk 0:56
- Rugby Gietrzwałd – Tygrysice Orkan Sochaczew 29:7
- Black Roses Posnania Poznań – Diablice Ruda Śląska 33:7
- Biało Zielone Ladies Gdańsk – Juvenia Kraków 52:0
- Miedziowe Lubin – Biało Zielone Ladies II Gdańsk 0:46
- AZS AWF Warszawa – Legia Warszawa 10:42
- Tygrysice Orkan Sochaczew – Rugby Gietrzwałd 5:24
- Juvenia Kraków – Diablice Ruda Śląska 19:19
- Biało Zielone Ladies Gdańsk – Black Roses Posnania Poznań 54:0
- Miedziowe Lubin – AZS AWF Warszawa 14:17
- Biało Zielone Ladies II Gdańsk – Legia Warszawa 38:7

Wyniki spotkań w fazie finałowej:
- o siódme miejsce: Miedziowe Lubin – AZS AWF Warszawa 14:19
- o piąte miejsce: Legia Warszawa – Biało-Zielone Ladies II Gdańsk 14:19
- o trzecie miejsce: Juvenia Kraków – Diablice Ruda Śląska 7:24
- o pierwsze miejsce: Biało-Zielone Gdańsk – Black Roses Posnania 46:0

Końcowa klasyfikacja turnieju:
| Pozycja    | Drużyna                        | Liczba punktów do klasyfikacji | Awans/spadek |
| Ekstraliga | Ekstraliga                     | Ekstraliga                     | Ekstraliga   |
| ---------- | ------------------------------ | ------------------------------ | ------------ |
| 1.         | Biało-Zielone Ladies Gdańsk    | 10                             |              |
| 2.         | Black Roses Posnania Poznań    | 9                              |              |
| 3.         | Diablice Ruda Śląska           | 8                              |              |
| 4.         | Juvenia Kraków                 | 7                              | spadek       |
| I liga     |                                |                                |              |
| 5.         | Biało-Zielone Ladies II Gdańsk | 6                              |              |
| 6.         | Legia Warszawa                 | 5                              | awans        |
| 7.         | AZS AWF Warszawa               | 4                              |              |
| 8.         | Miedziowe Lubin                | 3                              | spadek       |
| II liga    |                                |                                |              |
| 9.         | Rugby Gietrzwałd               | 2                              | awans        |
| 10.        | Tygrysice Orkan Sochaczew      | 1                              |              |

### Siódmy turniej
Siódmy turniej mistrzostw rozegrano 18 maja 2019 w Rudzie Śląskiej. Wzięło w nim udział 8 drużyn. Zwycięzcą została drużyna Biało-Zielone Ladies Gdańsk. Za najlepszą zawodniczkę turnieju uznano reprezentantkę Diablic Kingę Karlińską.
Wyniki spotkań w fazie grupowej:
- Juvenia Kraków – Miedziowe Lubin 34:5
- Rugby Gietrzwałd – AZS AWF Warszawa 14:22
- Diablice Ruda Śląska – Biało-Zielone Ladies Gdańsk 12:38
- Black Roses Posnania Poznań – Legia Warszawa 42:5
- AZS AWF Warszawa – Juvenia Kraków 5:45
- Rugby Gietrzwałd – Miedziowe Lubin 19:27
- Legia Warszawa – Biało-Zielone Ladies Gdańsk 0:40
- Black Roses Posnania Poznań – Diablice Ruda Śląska 42:0
- AZS AWF Warszawa – Miedziowe Lubin 29:5
- Juvenia Kraków – Rugby Gietrzwałd 42:0
- Legia Warszawa – Diablice Ruda Śląska 19:24
- Biało-Zielone Ladies Gdańsk – Black Roses Posnania Poznań 43:0

Wyniki spotkań w fazie finałowej:
- o siódme miejsce: Miedziowe Lubin – Rugby Gietrzwałd 0:25
- o piąte miejsce: AZS AWF Warszawa – Juvenia Kraków 0:38
- o trzecie miejsce: Diablice Ruda Śląska – Legia Warszawa 36:7
- o pierwsze miejsce: Biało-Zielone Ladies Gdańsk – Black Roses Posnania Poznań 27:7

Końcowa klasyfikacja turnieju:
| Pozycja    | Drużyna                     | Liczba punktów do klasyfikacji | Awans/spadek |
| Ekstraliga | Ekstraliga                  | Ekstraliga                     | Ekstraliga   |
| ---------- | --------------------------- | ------------------------------ | ------------ |
| 1.         | Biało-Zielone Ladies Gdańsk | 8                              |              |
| 2.         | Black Roses Posnania Poznań | 7                              |              |
| 3.         | Diablice Ruda Śląska        | 6                              |              |
| 4.         | Legia Warszawa              | 5                              | spadek       |
| I liga     |                             |                                |              |
| 5.         | Juvenia Kraków              | 4                              | awans        |
| 6.         | AZS AWF Warszawa            | 3                              |              |
| 7.         | Miedziowe Lubin             | 2                              |              |
| 8.         | Rugby Gietrzwałd            | 1                              |              |

### Ósmy turniej
Ósmy turniej mistrzostw rozegrano 8 czerwca 2019 w Gdańsku. Wzięło w nim udział 9 drużyn. Zwycięzcą została drużyna Biało-Zielone Ladies Gdańsk. Za najlepszą zawodniczkę turnieju uznano Annę Klichowską i Hannę Maliszewską.
Wyniki spotkań w fazie grupowej:
- Juvenia Kraków – Black Roses Posnania Poznań  5:31
- Biało-Zielone Ladies Gdańsk – Diablice Ruda Śląska  55:5
- Legia Warszawa – Tygrysice Orkan Sochaczew  47:0
- AZS AWF Warszawa – Rugby Gietrzwałd  24:7
- Juvenia Kraków – Diablice Ruda Śląska  27:5
- Legia Warszawa – Łódzkie Rugby Kobiet  24:12
- Tygrysice Orkan Sochaczew – AZS AWF Warszawa  5:26
- Rugby Gietrzwałd – Łódzkie Rugby Kobiet  14:5
- Biało-Zielone Ladies Gdańsk – Black Roses Posnania Poznań  59:0
- Legia Warszawa – AZS AWF Warszawa  36:7
- Rugby Gietrzwałd – Tygrysice Orkan Sochaczew  24:10
- AZS AWF Warszawa – Łódzkie Rugby Kobiet  35:0
- Biało-Zielone Ladies Gdańsk – Juvenia Kraków  50:0
- Black Roses Posnania Poznań – Diablice Ruda Śląska  26:0
- Tygrysice Orkan Sochaczew – Łódzkie Rugby Kobiet  5:17
- Legia Warszawa – Rugby Gietrzwałd  34:0

Wyniki spotkań w fazie finałowej:
- o trzecie miejsce: Juvenia Kraków – Diablice Ruda Śląska 19:12
- o pierwsze miejsce: Biało-Zielone Ladies Gdańsk – Black Roses Posnania Poznań 25:0 (wo – Black Roses nie przystąpiły do finału z powodu zbyt wielu kontuzji zawodniczek we wcześniejszych spotkaniach)

Końcowa klasyfikacja turnieju:
| Pozycja    | Drużyna                                  | Liczba punktów do klasyfikacji | Awans/spadek |
| Ekstraliga | Ekstraliga                               | Ekstraliga                     | Ekstraliga   |
| ---------- | ---------------------------------------- | ------------------------------ | ------------ |
| 1.         | Biało-Zielone Ladies Gdańsk              | 9                              |              |
| 2.         | Black Roses Posnania Poznań              | 8                              |              |
| 3.         | Juvenia Kraków                           | 7                              |              |
| 4.         | Diablice Ruda Śląska                     | 6                              | spadek       |
| I liga     |                                          |                                |              |
| 5.         | Legia Warszawa                           | 5                              | awans        |
| 6.         | AZS AWF Warszawa                         | 4                              |              |
| 7.         | Rugby Gietrzwałd                         | 3                              |              |
| 8.         | KS Budowlani Łódź – Łódzkie Rugby Kobiet | 2                              |              |
| 9.         | Tygrysice Orkan Sochaczew                | 1                              |              |

### Klasyfikacja łączna
Łączna klasyfikacja:
| Pozycja | Drużyna                                  | Liczba punktów |
| ------- | ---------------------------------------- | -------------- |
| 1.      | Biało-Zielone Ladies Gdańsk              | 74             |
| 2.      | Black Roses Posnania Poznań              | 66             |
| 3.      | Juvenia Kraków                           | 55             |
| 4.      | Diablice Ruda Śląska                     | 45             |
| 5.      | Legia Warszawa                           | 41             |
| 6.      | AZS AWF Warszawa                         | 35             |
| 7.      | Miedziowe Lubin                          | 27             |
| 8.      | Rugby Gietrzwałd                         | 19             |
| 9.      | Tygrysice Orkan Sochaczew                | 7              |
| 10.     | Biało-Zielone Ladies II Gdańsk           | 10             |
| 11.     | KS Budowlani Łódź – Łódzkie Rugby Kobiet | 2              |
| 12.     | Legia II Warszawa                        | 1              |